# Bygg- och Träarbetareinternationalen
Bygg- och Träarbetareinternationalen (Building and Wood Workers' International, BWI) är en internationell facklig organisation för arbetare inom bygg- och träindustrin, bildad den 9 december 2005. Den representerar omkring 12 miljoner arbetare i 350 medlemsförbund i 135 länder.